# 現頭倉
現頭倉（げんとうくら）は、秋田県鹿角郡小坂町にある山である。

## 概要
標高884.9m。十和田湖を取り囲む外輪山の一つで、同湖の南西岸に位置している。湖畔の猿鼻岬の後方にそそり立つような姿をしている。
東側山麓の湖畔を数キロほど南東方向へ進むと、和井内貞行ゆかりのヒメマス孵化場
がある。

## 近くの山
- 鉛山